# Giacomo Oddi
Giacomo Oddi (Perugia, 11 novembre 1679 – Viterbo, 2 maggio 1770) è stato un cardinale e arcivescovo cattolico italiano.

## Biografia
Giacomo Oddi nacque a Perugia l'11 novembre 1679 da nobile famiglia di rango comitale (suo padre, il conte Francesco Oddi, aveva sposato donna Maria Vittoria Banchieri, nipote di Papa Clemente IX Rospigliosi).
Nominato sacerdote il 30 maggio 1723, il 9 giugno 1732 divenne arcivescovo titolare di Laodicea di Frigia, venendo ordinato vescovo il 24 giugno di quello stesso anno.
Il 9 settembre 1743 venne proclamato cardinale per mano di Benedetto XIV, ottenendo dal 5 aprile 1745 il titolo cardinalizio di San Girolamo dei Croati.
Il 22 settembre 1749 venne nominato arcivescovo ad personam di Viterbo e Tuscania, carica che manterrà sino alla morte.
Il 12 gennaio 1756 ottenne il titolo cardinalizio di Sant'Anastasia, optando dal 22 novembre del 1758 per quello di Santa Maria in Trastevere, passando poi a quello di Santa Prassede il 12 febbraio 1759. Il 21 marzo 1761 divenne cardinale del titolo di San Lorenzo in Lucina. Fu cardinale protopresbitero dal 1763 alla morte.
Morì a Viterbo il 2 maggio 1770 all'età di 90 anni, venendo sepolto nella cattedrale cittadina.

## Genealogia episcopale e successione apostolica
La genealogia episcopale è:
- Cardinale Scipione Rebiba
- Cardinale Giulio Antonio Santori
- Cardinale Girolamo Bernerio, O.P.
- Arcivescovo Galeazzo Sanvitale
- Cardinale Ludovico Ludovisi
- Cardinale Luigi Caetani
- Cardinale Ulderico Carpegna
- Cardinale Paluzzo Paluzzi Altieri degli Albertoni
- Cardinale Gaspare Carpegna
- Cardinale Fabrizio Paolucci
- Cardinale Giorgio Spinola
- Cardinale Giacomo Oddi

La successione apostolica è:
- Cardinale Niccolò Oddi (1754)